# إي. غرهام جوي
إي. غرهام جوي (بالإنجليزية: E. Graham Joy)‏ هو طيار بطل أمريكي، ولد في 2 نوفمبر 1888 في أننيستون في الولايات المتحدة، وتوفي في 21 يونيو 1993 في تورونتو في كندا.